# スティングモン
スティングモンはデジタルモンスターシリーズに登場する架空の生命体・デジタルモンスターの一種。

## 概要
D-3からワームモンの成熟期として登場。デジモンテイマーズ バトルエボリューションでは進化後の形態としては唯一成熟期として参戦した。仮面ライダーのような昆虫人間だが何の昆虫をモデルにした物か明言されていない。

## 種族としてのスティングモン
人型のフォルムの昆虫型デジモン。昆虫独特の高い機動力と防御力を持ちながら、暗殺者のごとき冷静さと知性を持っている。

### 基本データ
- 世代/成熟期
- タイプ/昆虫型
- 属性/フリー
- 必殺技/スパイキングフィニッシュ
- 得意技/ムーンシューター、ヘルスクイーズ
- 勢力/ネイチャースピリッツ・ジャングルトルーパーズ

### データ種
体色の緑色が暗く（黒に近い緑）なっている。

### ウィルス種
体色の緑色が明るく（黄緑）なっている。

### 亜種・関連種・その他
- ディノビーモン
- パイルドラモン

エクスブイモンとのジョグレスで進化する完全体デジモン。
- グランクワガーモン
- ジュエルビーモン

一部、カード図鑑で「スティングモン（単体）の完全体」と紹介された。
- バンチョースティングモン

## 登場人物としてのスティングモン

### デジモンアドベンチャー02
ワームモンの成熟期。声優は高橋直純。第24話から登場。初進化のエピソードは描かれていない。必殺技スパイキングフィニッシュはテレビ向けの配慮からか単なるトゲによる刺殺から光線のような技になった。

### デジモンクロスウォーズ、デジモンクロスウォーズ～悪のデスジェネラルと七つの王国～（第2期）
声優は織田優成（日本語版）、クリストファー・コーリー・スミス（英語版）。第18話から登場。フォレストゾーンで大密林の警護を担当し、ライラモンとは恋人同士。アカリ、ゼンジロウ、ベルゼブモンを敵と誤解し襲い掛かるが、ライラモンの説得によりそれを止め、アカリたちを守り神と呼ばれるデッカードラモンの元に案内する。デッカードラモンがブルーフレアに加入した後は、フォレストゾーンを任された。
第2期第5話（通算第35話）でのデジタルワールド統合後はハニーランドで先陣切ってデスジェネラルであるザミエールモンを倒そうとしたが、彼の配下デジモンであるハニービーモンたちに大量のパワーを奪れてしまうが、アジトに隠れて体力を回復し、ザミエールモンを倒した後はメルヴァモンからハニーランドを任された。その後は第24話（通算第54話、第2期最終話）でライラモンと共に再登場し、アカリ・ゼンジロウと再会を果たした。
日本語版の担当声優である織田優成は後にゲーム『デジモンストーリー サイバースルゥース』でデュークモンの声を担当することになる。